# Arno Verschueren
Arno Verschueren (Lier, 8 aprile 1997) è un calciatore belga, centrocampista del Twente.

## Carriera

### Club
Cresciuto nei settori giovanili di squadre come Lierse e OH Lovanio, dopo aver giocato per due stagioni con il Westerlo il 14 agosto 2016 passa al NAC Breda.

### Nazionale
Ha giocato numerose partite con le varie nazionali giovanili belghe.

## Statistiche

### Presenze e reti nei club
Statistiche aggiornate al 29 ottobre 2017.
| Stagione         | Squadra          | Campionato       | Campionato | Campionato | Coppe nazionali | Coppe nazionali | Coppe nazionali | Coppe continentali | Coppe continentali | Coppe continentali | Altre coppe | Altre coppe | Altre coppe | Totale | Totale |
| Stagione         | Squadra          | Comp             | Pres       | Reti       | Comp            | Pres            | Reti            | Comp               | Pres               | Reti               | Comp        | Pres        | Reti        | Pres   | Reti   |
| ---------------- | ---------------- | ---------------- | ---------- | ---------- | --------------- | --------------- | --------------- | ------------------ | ------------------ | ------------------ | ----------- | ----------- | ----------- | ------ | ------ |
| 2014-2015        | Westerlo         | D1               | 5          | 0          | CB              | -               | -               | -                  | -                  | -                  | -           | -           | -           | 5      | 0      |
| 2015-2016        | Westerlo         | D1               | 4          | 0          | CB              | 2               | 0               | -                  | -                  | -                  | -           | -           | -           | 6      | 0      |
| Totale Westerlo  | Totale Westerlo  | Totale Westerlo  | 9          | 0          |                 | 2               | 0               |                    | -                  | -                  |             | -           | -           | 11     | 0      |
| 2016-2017        | NAC Breda        | ED               | 34+4       | 4          | CO              | 1               | 0               | -                  | -                  | -                  | -           | -           | -           | 39     | 4      |
| 2017-2018        | NAC Breda        | E                | 10         | 0          | CO              | 1               | 0               | -                  | -                  | -                  | -           | -           | -           | 11     | 0      |
| Totale NAC Breda | Totale NAC Breda | Totale NAC Breda | 44+4       | 4          |                 | 2               | 0               |                    | -                  | -                  |             | -           | -           | 50     | 4      |
| Totale carriera  | Totale carriera  | Totale carriera  | 53+4       | 0          |                 | 4               | 0               |                    | -                  | -                  |             | -           | -           | 61     | 4      |